# Jerzy Kopania
Jerzy Marian Kopania (* 4. September 1945 in Kutno) ist ein polnischer Philosophiehistoriker und Politiker (UD, UW). Er war Abgeordneter des Sejm von 1991 bis 1993 in der I. Wahlperiode.

## Leben und Beruf
Jerzy Kopania studierte zunächst an der Wirtschaftshochschule in Posen. Wegen seiner Beteiligung an den März-Unruhen 1968 wurde er zu einer Gefängnisstrafe verurteilt und von der Universität verwiesen. So konnte er erst 1972 einen Abschluss in Philosophie und Semiotik an der Katholischen Universität Lublin machen. Anschließend arbeitete er als Wissenschaftler. 1989 wurde er mit der Arbeit „Funkcje poznawcze Descartesa teorii idei“ habilitiert. 2004 wurde er zum Professor berufen. Er war Dekan der geisteswissenschaftlichen Fakultät der Außenstelle Białystok der Universität Warschau. Später wurde er Leiter der Abteilung für Bioethik und philosophische Anthropologie der Universität Białystok. Von 2007 bis 2012 war er auch Rektor der Wyższa Szkoła Administracji Publicznej im. Stanisława Staszica w Białymstoku. Zudem gehörte er der Philosophischen Kommission der Polnischen Akademie der Wissenschaften an. Die Werke von René Descartes hat er ins Polnische übersetzt.

## Politik
Bei der ersten vollständig freien Parlamentswahl 1991 wurde Kopania für die Unia Demokratyczna, deren Regionalvorsitzender er war, in den Sejm gewählt. Bei der Wahl 1993 kandidierte er nicht erneut. Nach der Fusion mit dem Kongres Liberalno-Demokratyczny zur Unia Wolności 1994 wurde er für diese bei den Selbstverwaltungswahlen 1998 für eine Wahlperiode in den Sejmik der neu gegründeten Woiwodschaft Podlachien gewählt.

## Ehrungen
- 2006 Ritterkreuz des Ordens Polonia Restituta[2]